# Битка код Ал-Санабре
Битка код Ал-Санабре одиграла се 28. јуна 1113. године између војске Јерусалимске краљевине под командом Балдуина Јерусалимског и Селџучког царства под вођством Мавдуда и Тугтигина. Битка је део крсташких ратова и завршена је победом муслимана.

## Увод
Током 1113. године Мавдуд сакупља војску, али овога пута Едеса није његов циљ. Он само пролази поред ње и жури да помогне Турцима из Дамаска које је Балдуин жестоко притиснуо. Краљ Балдуин није имао велику војску, по речима Албера од Екса, око 700 витезова и 4000 пешака. Стога је, на глас да стижу Турци из Ирака, одмах затражио помоћ Руђера од Антиохије и Понса од Триполија. Онда је Балдуин начинио грешку примајући битку не сачекавши своје савезнике.

## Битка
Битка се одиграла 28. јуна 1113. године. Балдуин је изгубио 300 витезова и 1200 пешака. Сам се успео повући у Тиберијас. Ту су га пронашли Руђер од Антиохије и Понс од Триполија и упутили му прекоре што је примио битку не сачекавши их. Интересантно је то како је Балдуин примио ове прекоре не одупирући се много и послушао савете које су му дали његови вазали. Поред Тиберијаса ће се касније (1187. године) одиграти слична битка. Тада ће муслимане предводити Саладин, а крсташе Гај Лизињански. Грешка јеруслаимског краља ће бити слична, али овога пута краљ неће послушати савете својих вазала.